# Flint (Flintshire)
 For alternative betydninger, se Flint (flertydig). (Se også artikler, som begynder med Flint)
Flint (walisisk: Y Fflint) er en by i Flintshire det nordlige Wales, som ligger ved udmundingen af floden Dee. Det er den tidligere county town i Flintshire. Ifølge folketællingen fra 2001 havde byområdet 12.804 indbyggere, hvilket var steget til 12.953 i 2011. Byområdet inkluderer Holywell og Bagillt og et samlet indbyggertal på 26.442. Det gør det samlede byområde til en af de største byer i Wales.
Byen er kendt for ruinerne af Flint Castle, der var den første af en serie borge, som Edvard 1. opførte forbindelse med erobringen af Wales.